# Tellina lyrica
Tellina lyrica is een tweekleppigensoort uit de familie van de Tellinidae. De wetenschappelijke naam van de soort is voor het eerst geldig gepubliceerd in 1932 door Pilsbry & Lowe.